# Kim Jaggy
Kim Jaggy (Varen, 14 novembre 1982) è un ex calciatore svizzero naturalizzato haitiano, di ruolo difensore.

## Carriera

### Nazionale
Viene convocato per la Copa América Centenario negli Stati Uniti.

## Palmarès

### Club

#### Competizioni nazionali
- Campionato svizzero: 2

Grasshoppers: 2000-2001, 2002-2003